# Fundação Estadual de Engenharia do Meio Ambiente
A Fundação Estadual de Engenharia do Meio Ambiente — FEEMA foi um órgão de controle ambiental da Secretaria de Estado do Ambiente e Desenvolvimento Urbano do Estado do Rio de Janeiro, Brasil criado pelo Decreto-Lei nº 39 de 24 de março de 1975, logo após a fusão do Estado da Guanabara com o Estado do Rio de Janeiro.
A constituição de sua primeira Diretoria, composta por 7 profissionais de alta experiência em suas respectivas áreas institucionais, foi resultado da fusão de órgãos dos antigos Estados da Guanabara e do Rio de Janeiro que se dedicavam aos setores que iriam contribuir para a formação da primeira fundação do Brasil dedicada Às questões ambientais:
- engenheiro Haroldo Mattos de Lemos (origem: CEDAG) - Presidente [2]
- engenheiro Roberto Mariano da Silva (origem: CEDAG) - Vice-Presidente
- economista José Padrão do Espirito Santo (origem: CEDAG) - Diretor Financeiro
- engenheiro Victor Monteiro Barbosa Coelho (origem: IES) - Diretor de Controle da Poluição [3]
- engenheiro Ricardo Silva Araujo Silveira (origem: SANERJ) - Diretor Técnico Científico [4]
- biólogo Adelmar Faria Coimbra-Filho (origem: ICN) - Diretor de Conservação da Natureza [5]
- engenheiro Mauricio Marques de Oliveira (origem: ESAG) - Diretor de Controle de Vetores

Em 12 de janeiro de 2009 a FEEMA foi oficialmente fundida à SERLA e ao IEF.

## Centro de Primatologia do Rio de Janeiro
Em 1975, liderado pelo Diretor Adelmar Faria Coimbra-Filho, foi criado o Centro de Primatologia do Rio de Janeiro, com área de 4.920 hectares da Estação Ecológica do Paraíso, entre os municípios de Guapimirim e Cachoeiras de Macacu, e que tornou-se referência mundial em pesquisas com primatas, especialmente pela conservação do mico-leão-preto. 

## Presidentes
- Haroldo Mattos de Lemos 1975-1979 ][8].
- Evandro Rodrigues de Britto 1979-1983 [9]
- Fernando Alves de Almeida 1990 [10]
- Adir ben Kauss 1991-1994
- Sérgio Margulis 1995-1996 [11]
- Paulo Coutinho 2002 [12]
- Antonio Eduardo Turano Filho 2003 [13]
- Elizabeth Cristina da Rocha Lima 2004-2005 [14][15]
- Isaura Maria Ferreira Fraga 2005-2006 [16]
- Axel Schmidt Grael 2007-2008 [17]
- Ana Cristina Henney 2008-2009 [18]